# Hannah Cullwick
Hannah Cullwick (née le 26 mai 1833 à Shifnal et morte le 9 juillet 1909) est une servante domestique, modèle et diariste britannique.
Kim Wood a tiré de son journal un film, On My Knees.

## Biographie

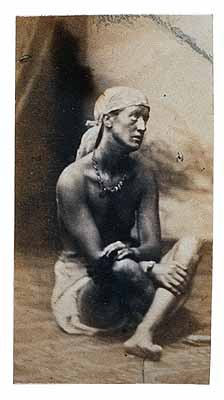
Hannah Cullwick en 1862, habillée en ramoneur. Elle a noirci sa peau avec de la suie. Dans son journal, elle écrit « exactement ce que je voulais… Plus c'est violent, mieux c'est ».

Hannah Cullwick était une servante domestique qui a servi de modèle à Arthur Munby (en), son employeur, puis amant puis mari secret, avocat et photographe amateur qui faisait réaliser ses photos par des photographes de Londres (Henry Cave, puis Philip Fink). Le couple est engagé dans une relation sadomasochiste.
Elle incarne alors les rôles les plus divers, fille de ferme, ramoneuse de cheminée, dame de l’aristocratie, Marie-Madeleine, un jeune homme élégant, etc.
Elle a laissé un journal intime.

## Filmographie
- 2003 : On My Knees de Kim Wood